# Rote Zone (Kriminalroman)
Rote Zone (norwegischer Originaltitel: Rød sone) ist der zweite Kriminalroman des norwegischen Journalisten und Schriftstellers Asbjørn Jaklin. Das Buch ist 2016 im Suhrkamp Verlag in der Übersetzung aus dem Norwegischen von Ulrich Sonnenberg erschienen. Rote Zone ist der zweite Roman des Autors mit dem Protagonisten Alexander Winther.

## Inhalt
Nach dem Roman Tödlicher Frost ist Rote Zone der zweite Kriminalroman des norwegischen Journalisten und Schriftstellers Asbjørn Jaklin mit dem Protagonisten Alexander Winter. Der ehemalige Angehörige eines Spezialkommandos der norwegischen Marine ist ein Afghanistan-Veteran, welcher sich ins Zivilleben zurückgezogen hat und nun schon mehrere Monate ein Journalistenpraktikum bei der regionalen Tageszeitung Nordlys absolviert. Er leidet aufgrund seiner Kampfeinsätze in Afghanistan an einer Posttraumatischen Belastungsstörung, die ihn im Laufe der Handlung immer wieder beeinträchtigt. Aus diesem Grunde ist er in therapeutischer Behandlung. Alexander Winther ist der Sohn eines pensionierten Beamten des norwegischen Sicherheitsdienstes und hat eine Beziehung mit Vivi Frederiksen, einer Anästhesieschwester.
Wie schon der Tödlicher Frost ist der Schauplatz der Handlung die nordnorwegische Küstenstadt Tromsø. Bei einer Konferenz über Flugzeugankäufe der Norwegischen Regierung ist der Referent und ehemalige Angehörige der Royal Navy Peter Barrow in seinem Hotelzimmer ums Leben gekommen. Er war Angehöriger einer Fliegerstaffel, die im Falklandkrieg gekämpft hatte und im Kalten Krieg unter Führung der NATO an der norwegisch-russischen Grenze stationiert war. Alexander Winther wird beauftragt, die Ursachen des Todes von Barrow zu recherchieren und kommt schon bald einigen Ungereimtheiten im Rahmen von PSYOP-Einsätzen (Psychologische Kriegsführung) der NATO in den Jahren 1982 und 1983 auf die Spur. Damals wurden fingierte Angriffe gegen sowjetische Militärbasen auf der Kola-Halbinsel geflogen, um den psychologischen Druck auf die sowjetische Militärführung zu verstärken. Bei den ungeklärten Vorfällen handelte es sich um den Absturz eines Zivilflugzeuges über Mehamn (das sgn. Mehamn-Unglück 1982) und eine abgeschossene sowjetische Militärmaschine im finnisch-norwegischen Grenzgebiet (1983). Im Laufe der Ermittlungen von Alexander Winther werden zwei weitere Personen ermordet und wiederholt Anschläge auf Alexander Winther verübt.
Wie schon in seinem vorhergehenden Kriminalroman Tödlicher Frost bezieht sich Asbjørn Jaklin auf reale politische und militärische Ereignisse in Norwegen und verknüpft sich mit fiktiven Geschehnissen des Kriminalromans. Das sgn. Mehamn-Unglück beruht auf Fakten, die im Rahmen eines Untersuchungsausschusses des norwegischen Storting im Juni 2004 ermittelt wurden. Die ausgedehnten, kriegsähnlichen Manöver der NATO in den achtziger Jahren in Norwegen gingen im Rahmen der Lehmann - Doktrin von einer psychologischen Einschüchterungspolitik Russlands aus. Dabei verletzte die NATO mehrmals und bewusst die Flugverbotszone östlich des 24. Längengrads in Nordnorwegen.

## Personen
Alexander Winther - Ehemaliger Marinejäger und ermittelnder Journalist bei der norwegischen Tageszeitung Nordlys
Thomas Winther - Vater von Alexander Winther, ehemaliger Beamter des Norwegischen Nachrichtendienstes
Vivi Frederiksen - Anästhesieschwester, Winthers Lebensgefährtin
Torkil Erstad - Chef vom Dienst der Tageszeitung Nordlys
Tora Elvevoll - Fotografin bei der Tageszeitung Nordlys
Richard Morton, Peter Barrow, David Hutton, Douglas Scofield, Thomas Baird, Steven Campbell - Angehörige des 801. Schwadron der Royal Navy
Rebecca Mack - Polizeijuristin
Bjørne Berg - Journalist bei NRK

## Kritiken
Durchwegs wird dem Buch ein sehr gut recherchierter Hintergrund attestiert, allerdings im gleichen Zug der Mangel an Spannung und überraschenden Wendungen sowie die schlecht herausgearbeiteten Charakteristik seiner Figuren kritisiert.
Attacken auf den Protagonisten und einiges an Action würzen zwar das Schluss-Drittel des Romans, aber insgesamt fehlt es mir ein wenig an Turbulenzen und überraschenden Wendungen. Die Ermittlungen des gewiss findigen und mutigen Journalisten sind interessant zu lesen, aber so richtige Spannung kommt nur selten auf.

## Bibliographie
- Asbjørn Jaklin: Rød sone, kriminalroman. Vigmostad & Bjørke Verlag, Oslo 2014, ISBN 978-82-419-0921-4.
- Asbjørn Jaklin: Rote Zone. Kriminalroman. Aus dem Norwegischen von Ulrich Sonnenberg. Suhrkamp Verlag, Berlin 2016, ISBN 978-3-518-46649-0.
- Die norwegische und deutsche Fassung des Kriminalromans sind auch als E-Book auf den verschiedenen Audioplattformen erhältlich.